# Campeonato Asiático de Atletismo de 2015 - Salto em altura feminino
A prova do salto em altura feminino do Campeonato Asiático de Atletismo de 2015 foi disputada no dia 3 de junho de 2015 no Wuhan Stadium em Wuhan, na China. 

## Recordes
Antes desta competição, os recordes mundiais e do campeonato nesta prova eram os seguintes:
|                       | Nome               | Nacionalidade | Altura  | Local  | Data                 |
| --------------------- | ------------------ | ------------- | ------- | ------ | -------------------- |
| Recorde mundial       | Stefka Kostadinova | Bulgária      | 2m 09cm | Roma   | 30 de agosto de 1987 |
| Recorde do campeonato | Tatyana Efimenko   | Quirguistão   | 1m 94cm | Amã    | 28 de julho de 2007  |
| Recorde asiático      | Marina Aitova      | Cazaquistão   | 1m 99cm | Atenas | 13 de julho de 2009  |

## Medalhistas
| Ouro                    | Prata           | Bronze               |
| Svetlana Radzivil (UZB) | Wang Yang (CHN) | Zheng Xingjuan (CHN) |

## Cronograma
Todos os horários são locais (UTC+8)
| Data       | Hora  | Evento |
| ---------- | ----- | ------ |
| 3 de junho | 15:55 | Final  |

## Final
A final da prova ocorreu dia 3 de junho às 15:55. 
| Posição           | Atleta            | Nacionalidade | 1.70 | 1.75 | 1.80 | 1.84 | 1.88 | 1.91 | 1.94 | Resultados | Notas |
| ----------------- | ----------------- | ------------- | ---- | ---- | ---- | ---- | ---- | ---- | ---- | ---------- | ----- |
| Medalha de ouro   | Svetlana Radzivil | Uzbequistão   | –    | o    | o    | o    | o    | xo   | xxx  | 1.91       |       |
| Medalha de prata  | Wang Yang         | China         | –    | o    | o    | o    | xxo  | xxx  |      | 1.88       |       |
| Medalha de bronze | Zheng Xingjuan    | China         | –    | –    | xo   | o    | xxx  |      |      | 1.84       |       |
| 4                 | Zhang Luyu        | China         | o    | xxo  | xxx  |      |      |      |      | 1.75       |       |
| 5                 | Yap Sean Yee      | Malásia       | o    | xxx  |      |      |      |      |      | 1.70       |       |
| 6                 | Sheriai Tsuda     | Japão         | xxx  |      |      |      |      |      |      | NM         |       |

Legenda
| Recorde mundial       | Recorde mundial (World record)               |                       | Recorde africano                      | Recorde africano (African) |                                           | Q | Classificado por posição (Qualified) |
| Recorde do campeonato | Recorde do campeonato (Championship record)  | Recorde da América    | Recorde da América (Americas)         | q                          | Classificado por melhor tempo (Qualified) |   |                                      |
| Melhor marca do ano   | Melhor marca do ano (World leading)          | Recorde asiático      | Recorde asiático (Asian)              | DNS                        | Não largou (Did not start)                |   |                                      |
| Recorde nacional      | Recorde nacional (National record)           | Recorde europeu       | Recorde europeu (European)            | DNF                        | Não terminou (Did not finish)             |   |                                      |
| Recorde pessoal       | Recorde pessoal do atleta (Personal best)    | Recorde da Oceania    | Recorde da Oceania (Oceania)          | DSQ / DQ                   | Desclassificado (Disqualified)            |   |                                      |
| Recorde da temporada  | Recorde da temporada do atleta (Season best) | Recorde sul-americano | Recorde sul-americano (South America) | NM                         | Sem marca (No mark)                       |   |                                      |